# Tarsomeer
Een tarsomeer is een van de leden van de voet van een insect; de tarsus. Het aantal tarsomeren kan verschillen per groep van insecten, de meeste insecten hebben er vijf. Niet alleen het aantal, maar ook de vorm en de relatieve lengte van de tarsomeren kunnen een belangrijk determinatiekenmerk vormen om groepen of zelfs soorten van elkaar te onderscheiden. Steenvliegen (Plecoptera) bijvoorbeeld zijn te herkennen doordat zij altijd drie tarsomeren bezitten. 
De tarsomeren kunnen hechtorganen dragen aan de onderzijde, bij veel insecten zijn ook zintuiglijke cellen gelegen in de leden van de voet. Een huisvlieg kan hierdoor proeven waar hij op landt dankzij de chemoreceptorische structuren aan de tarsomeren. 
.